# Kerbera
Kerbera là chi thực vật có hoa trong họ Apocynaceae.

## Các loài
- Kerbera eichleri E.Fourn., 1885 - Brazil (Minas Gerais, Rio de Janeiro).